# Дехафф, Николь
Нико́ль Рене́ ДеХа́фф (англ. Nicole Reene  DeHuff; 6 января 1975, Антлерс, Оклахома — 16 февраля 2005, Лос-Анджелес, Калифорния) — американская актриса.

## Биография
Николь Рене ДеХафф родилась 6 января 1975 года в Антлерсе, штат Оклахома, а росла в Брокен-Боу и Оклахома-Сити. Она начала свою актёрскую карьеру, получив степень бакалавра драмы в Университете Карнеги-Меллона. В том же университете она познакомилась со своим будущим мужем, исполнительным продюсером и режиссёром Ари Палицом, за которого вышла замуж 11 ноября 2000 года.
В 2000 году ДеХафф дебютировала в кино, сыграв Дебору Бёрнс (сестру героини Тери Поло) в комедии «Знакомство с родителями». После «Знакомства с родителями» ДеХафф сыграла в сериалх «Суд», «C.S.I.: Место преступления Майами», «Без следа», «Сети зла», «Практика» и «Детектив Монк».
За несколько дней до смерти ДеХафф лечилась в двух больницах от респираторных заболеваний, и оба раза ей ставили ошибочный диагноз «бронхит». Её отправили домой и велели принимать тайленол в дополнение к антибиотикам, однако её здоровье ухудшилось. 16 февраля 2005 года парамедики прибыли к ней домой после того, как она потеряла сознание, задыхаясь. Впоследствии она потеряла сознание по дороге в больницу. К тому времени, когда врач обнаружил её истинную болезнь, пневмонию, было уже слишком поздно. Вскоре по прибытии в учреждение она умерла от болезни в возрасте 30 лет.
В период с 2004 по 2005 год ДеХафф работала над тремя художественными фильмами. Один из них, «Непревзойденный Гарольд», её последний фильм, выпущенный посмертно, был снят её мужем.

## Фильмография
| Год  |    | Русское название                  | Оригинальное название          | Роль             |
| ---- | -- | --------------------------------- | ------------------------------ | ---------------- |
| 2000 | ф  | Знакомство с родителями           | Meet the Parents               | Дебора Бёрнс     |
| 2000 | ф  | Убивая Золушку                    | Killing Cinderella             |                  |
| 2001 | с  | C.S.I.: Место преступления Майами | CSI: Crime Scene Investigation | Тина Колас       |
| 2001 | с  | Практика                          | The Practice                   | Мишель Фаррелл   |
| 2002 | с  | Суд                               | The Court                      | Алексис Кэмерон  |
| 2003 | с  | Без следа                         | Without A Trace                | Кэти Добсон      |
| 2003 | с  | Сети зла                          | Dragnet                        | Клодия Хеллман   |
| 2004 | с  | Детектив Монк                     | Monk                           | Викки Селенас    |
| 2004 | с  | C.S.I.: Место преступления Майами | CSI: Miami                     | Кэрри Дельгадо   |
| 2004 | ф  | Охотник на убийц                  | Suspect Zero                   | Кэти Поттер      |
| 2005 | тф | Смотрите, Арнольд бежит!          | See Arnold Run                 | Барбара          |
| 2006 | ф  | Непревзойденный Гарольд           | Unbeatable Harold              | Ванда Ливингстон |